# Château de Ford
Le château de Ford est un bâtiment classé Grade I situé à un point de passage peu profond sur la rivière Till, à Ford, dans le Northumberland, en Angleterre.

## Histoire
Le château date d'environ 1278. Le propriétaire, William Heron, obtient une licence pour créneler le château en 1338. Il est capturé par les Écossais en 1385 et démantelé par eux. Cependant, au début du XVIe siècle, il est reconstruit et fortifié. Il est pris par Jacques IV d'Écosse à la veille de la bataille de Flodden en 1513. Le château passe de la famille Heron à la famille Carr par mariage en 1549 et de nouveau par mariage à Francis Blake de Cogges, Oxfordshire dans les années 1660.
Blake construit un important manoir de style Tudor au sein du château en 1694. À la mort de Blake en 1717, le domaine Ford passe au mari de sa défunte fille Mary, puis en 1723 à son fils Francis Blake Delaval (1692-1752). En 1761, John Delaval, 1er baron Delaval (1728-1808) reconstruit la maison avec l'aide de l'architecte George Raffield dans un style gothique.

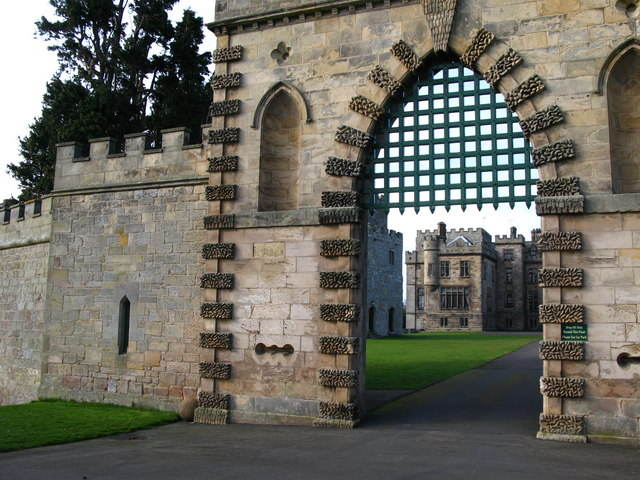
Porte du château de Ford

À sa mort, la propriété passe à sa petite-fille Susannah qui a épousé le marquis de Waterford. En 1862, Louisa, marquise douairière de Waterford (décédée en 1891), veuve du 3e marquis, restaure et modifie considérablement la maison.
Le château est acquis en 1907 par le magnat des mines de charbon James Joicey, 1er baron Joicey, et reste dans sa famille. En 1956, il est loué au conseil du comté de Northumberland comme centre résidentiel pour jeunes.
En 2022, le château est acquis par PGL qui exploite désormais le site comme centre d'activités de plein air proposant des sorties résidentielles pour les écoles, les groupes et les jeunes.